# Taranga Island
Taranga Island ist eine Insel an der Ostküste der Region Northland im Norden der Nordinsel von Neuseeland.

## Geographie

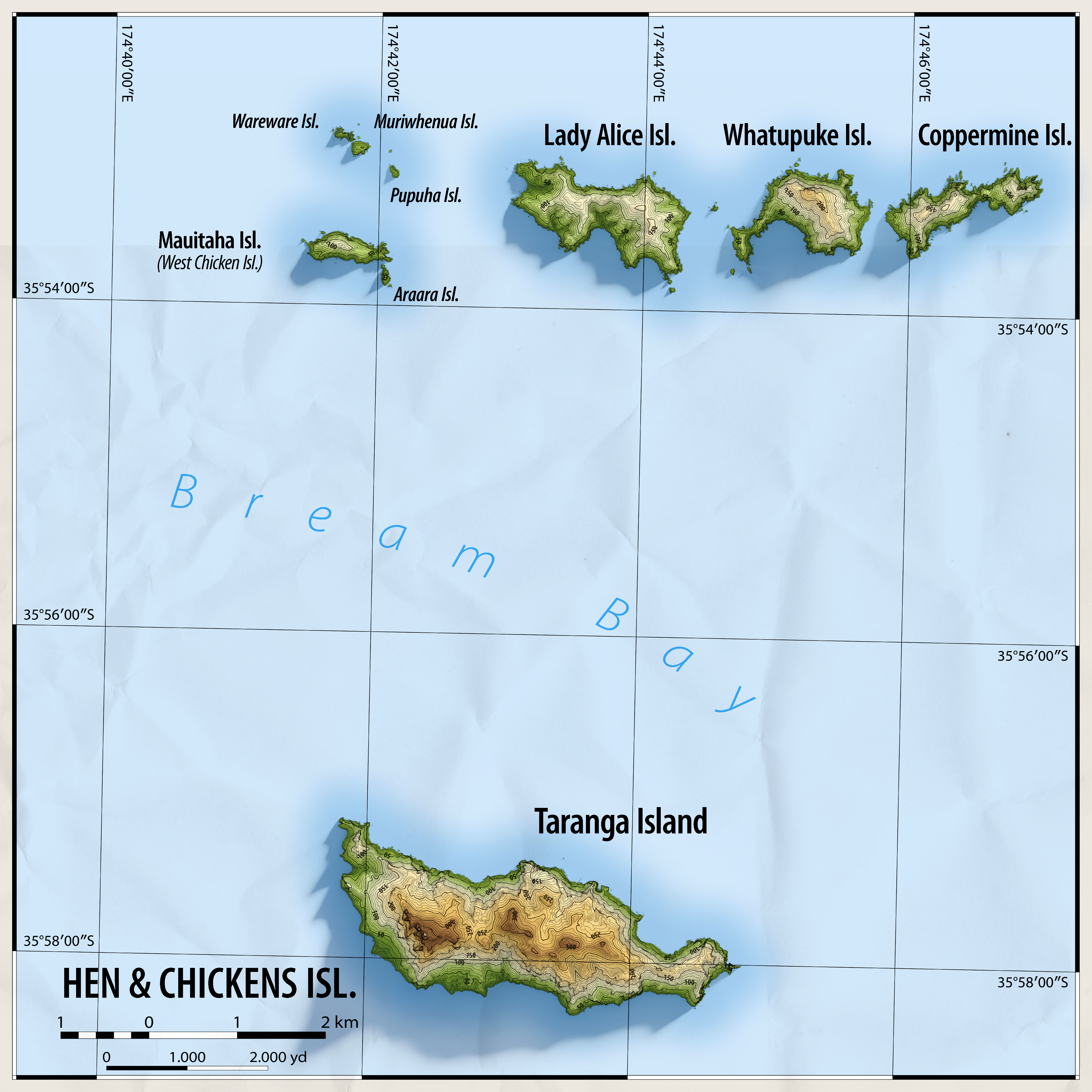
Karte der Hen Inseln

Taranga Island, die größte Insel der als Hen and Chickens Islands bezeichneten Inselgruppe, befindet sich rund 42 km südöstlich von Whangārei, vor der Bucht Bream Bay liegend. Die Insel, die manchmal auch Hen Island genannt wird, besitzt eine Längenausdehnung von rund 4,87 km in Westnordwest-Ostsüdost-Richtung und eine maximale Breite von rund 1,53 km in Nord-Süd-Richtung. Die höchste Erhebung der Insel befindet sich mit den 417 m hohen The Pinnacles im westlichen Drittel und die Flächenausdehnung der Insel kommt auf rund 5,2 km².
Im Mittel rund 7 km nördlich befindet sich die Inselgruppe der Marotere Islands, die bezogen auf die gesamte Inselgruppe auch als die Chickens Islands bezeichnet werden. Sie reihen sich von West nach Ost auf einer Länge von rund 8 km aneinander. Rund 3,6 km südsüdwestlich von Taranga Island ist noch die 139 m hohe Insel Sail Rock zu finden, die aber nicht mehr zu der Inselgruppe der Hen and Chickens Islands gezählt wird.

## Geologie
Die Insel stellt den nördlichen Überrest eines Schichtvulkans aus dem Miozän dar, zu dem Bream Head sowie die Inselgruppe der Marotere Islands und die kleine Insel Sail Rock geologischen Untersuchungen zur Folge als Überreste ebenfalls gehören. Der größte Teil der Insel wurde vermutlich vor der letzten Eiszeit durch subaerische Erosion gebildet.

## Geschichte
Die Inselgruppe, zu der Taranga Island gehört, wurde am 25. November 1769 von dem Seefahrer und Entdecker, Kapitän James Cook Hen and Chickens Islands genannt, da sie seiner Meinung nach wie eine brütende Henne mit ihren Kücken aussahen. Die Inseln wurden ursprünglich von Māori bewohnt. Sie sollen im Jahr 1821 die Inseln verlassen und einem Herrn Polack verkauft haben. Da dieser Kauf nie belegt werden konnte, erwarb im 1882 die britische Krone die Inselgruppe. Heute im Besitz Neuseelands, ist die Inselgruppe Teil des Hauraki Gulf Maritime Parks.

## Flora und Fauna
Die Insel ist bis auf die Uferbereiche komplett bewaldet und die Flora und Fauna der Insel ist reichhaltig. Als Beispiel ergaben Untersuchungen, dass auf der Insel 278 verschiedene Gefäßpflanzen lokalisiert werden konnten.